# 後宮虎郎
後宮 虎郎（うしろく とらお、1914年4月22日 - 1992年6月12日）は、日本の外交官。駐オランダ大使、駐タイ大使、駐韓大使や国立京都国際会館の館長を務めた。

## 生涯
1914年京都府生まれ。父は後宮淳、義父は吉見信一。旧制第三高等学校文科甲類を経て、東京帝国大学進学。
1936年に外交科試験に合格し、1937年に東京帝大法学部政治学科を卒業して外務省に入省した。
1938年に徴兵され、京都市伏見区にある陸軍の輜重隊に所属し、二等兵から始まり終戦前には中尉まで昇進している。
外務省に戻り、1949年管理局在外邦人課長、1951年アジア局第二課長（後の中国課長）、1952年在アメリカ合衆国日本国大使館一等書記官、1954年大臣官房総務課長、1956年大臣官房参事官、1957年経済局外務参事官、1960年在タイ日本国大使館公使、1962年アジア局長などを歴任。
1952年にはアジア局第二課長として日華平和条約の交渉に参加した。また、第1次および第2次の日韓会談にも随行している。
1962年にアジア局長として日韓国交正常化交渉を担当し、特に争点となった日韓併合条約を有効と認めるかという問題では、韓国側の主張する「null and void（無効）」という文言の前に「already（既に）」という一語を入れる事を提案し、無効化時期の解釈に幅を持たせることで合意した。
1966年に駐オランダ大使、1968年に駐タイ大使となる。1972年から駐大韓民国大使を務め、在任中に発生した金大中事件や文世光事件に対処した。1975年2月に退官した後、高山義三の死去を受けて後任の国立京都国際会館長に就任。1992年6月12日に肺炎のため東京都港区の病院で死去し、東京聖三一教会で葬儀が行われた。